# Пси (альбом)
«Пси» — четвертий альбом українського гурту «Жадан і Собаки», записаний і виданий 2016 року. Альбом було презентовано 5 травня у Харкові та 6 травня у Києві. Пісні альбому містять гостру критику на політичну ситуацію в країні.
Альбом було викладено на сервісі SoundCloud 11 травня. Продаж фізичної версії планувався з 13 травня, але перший наклад дисків у 1000 примірників було викрадено у виробника шахраями, які скористалися підробними документами. Утім, із викрадачами вдалося домовитися і вже 14 травня наклад альбому було повернуто, а 17 травня він надійшов у продаж.

## Створення
|                | Основна ідея альбому достатньо проста – життя завжди лишає право вибору і лише тобі вирішувати боятися чи любити. Фактично робота над нашим новим диском розпочалася під час виступу в Кременчуцькій виховній колонії, який відбувся минулого літа. Тоді ми побачили зовсім іншу аудиторію. І хоча усі вихованці закладу позбавлені звичних для всіх нас можливостей відвідувати концерти, проте розуміти та підтримувати їм ніхто не може завадити. Саме про них ми написали титульну композицію «Пси», яка задала тональність і настрій усієї платівки. |
| — Сергій Жадан | |

Альбом створили у співпраці з берлінським музикантом Юрієм Гуржи, лідером «RotFront». Запис та зведення відбувалися на п'яти різних студіях Києва і Харкова. Над мастерингом працювала команда студії Abbey Road у Лондоні.

## Від авторів
|                | Відверто кажучи, найкраща (поки що) наша робота |
| — Сергій Жадан |                                                 |

## Композиції
| #     | Назва            | Автор слів                         | Автор музики     | Тривалість |
| ----- | ---------------- | ---------------------------------- | ---------------- | ---------- |
| 1.    | «Intro»          | Сергій Жадан                       | Собаки в Космосі | 2:35       |
| 2.    | «Мамона»         | Сергій Жадан                       | Собаки в Космосі | 3:40       |
| 3.    | «10 праведників» | Сергій Жадан                       | Собаки в Космосі | 4:05       |
| 4.    | «Єрусалим»       | Сергій Жадан                       | Собаки в Космосі | 3:26       |
| 5.    | «Ребе»           | Сергій Жадан                       | Собаки в Космосі | 3:42       |
| 6.    | «Листопад»       | Сергій Жадан                       | Собаки в Космосі | 4:28       |
| 7.    | «Пси»            | Сергій Жадан                       | Собаки в Космосі | 3:30       |
| 8.    | «Нова поліція»   | Сергій Жадан                       | Собаки в Космосі | 2:45       |
| 9.    | «Рок-музикант»   | Гурт Мроя (переклад Сергія Жадана) | Собаки в Космосі | 3:16       |
| 10.   | «Заїбали»        | Сергій Жадан                       | Собаки в Космосі | 3:08       |
| 34:35 |                  |                                    |                  |            |

У пісні «Заїбали (Вибори)», презентованій 1 квітня, «Жадан і Собаки» висміяли політичну ситуацію в країні. Ця пісня — єдина в альбомі з нецензурною лексикою.
«Листопад» — єдина лірична композиція релізу. Відеокліп під назвою «Листопад» став першою офіційною відеороботою харківського проекту. У ролі режисера відео виступив Михайло Лук'яненко, а сама пісня стала саундтреком до фільму режисера «Любові стане на всіх», знятого за мотивами оповідання Сергія Жадана «Ромео» (частинкою роману «Месопотамія»).
«Рок-музикант» — кавер на пісню білоруського рок-гурту «Мроя» у перекладі Сергія Жадана. Переклад оригінального тексту є достатньо вільним і навіть більше схожий на переспів. Зокрема, в українському варіанті Жадан замінив певні слова, котрі йому були не зовсім близькі. Наприклад, в оригіналі є рядок «я проти голубих і золотих», а в перекладі — «поморочених і золотих». «Адже „поморочені“ мені принципово не подобаються, а „голубі“ нехай між собою самі розбираються», — пояснив перекладач. Композиція з'явилася внаслідок співпраці українців та білорусів у рамках проекту «Global Reload».